# Liste der Wahlbezirke in der Reichsunmittelbaren Stadt Triest
Diese Liste der Wahlbezirke in der Reichsunmittelbaren Stadt Triest listet alle Wahlbezirke in der Reichsunmittelbaren Stadt Triest für die Wahlen des Österreichischen Abgeordnetenhauses auf. Die Wahlbezirke bestanden zwischen 1907 und 1918.

## Geschichte
Nachdem der Reichsrat im Herbst 1906 das allgemeine, gleiche, geheime und direkte Männerwahlrecht beschlossen hatte, wurde mit 26. Jänner 1907 die große Wahlrechtsreform durch Sanktionierung von Kaiser Franz Joseph I. gültig. Mit der neuen Reichsratswahlordnung schuf man insgesamt 480 Wahlbezirke mit in der Regel je einem zu wählenden Abgeordneten, der durch Direktwahl mit allfälliger Stichwahl bestimmt wurde. In Triest hatten vor der Abschaffung des Klassenwahlrechts fünf Wahlkreise bestanden, wobei aus der Wählerklasse der Städte drei Vertreter aus verschiedenen Wahlkörpern gewählt wurden und die Handels- und Gewerbekammer Triest sowie die Allgemeine Wählerkasse je einen Abgeordneten stellte. Mit der Einführung des allgemeinen Männerwahlrechts wurden in Triest erneut fünf Wahlbezirke geschaffen, wobei die fünf Gemeindebezirke mit wenigen Vororten in vier Wahlkreise eingeteilt und die übrigen Vororte mit dem Umland zu einem Wahlkreis zusammengefasst wurden.

## Wahlbezirke
Die Tabelle enthält im Einzelnen folgende Informationen:
| Nr.:           | Nummer des Wahlkreises mit Link zum Wahlbezirksartikel |
| Wahlbezirktyp: | Angabe, ob es sich um einen Städtewahlkreis oder Landgemeindenwahlkreis handelt |
| Region:        | Städte oder Gerichtsbezirke, die zum Wahlbezirk gehören. Die Landgemeindewahlkreise umfassen die angegebenen Gerichtsbezirke ohne die in den Wahlbezirken 1 bis 10 enthaltenen Städte und Ortschaften. Bei den mit „*“ gekennzeichneten Ortsbezeichnungen sind die gleichnamigen „Israelitengemeinden“ miteingeschlossen. |
| WB:            | Anzahl der Wahlberechtigten bei der Reichsratswahl 1911 |
| Partei 1907:   | Parteizugehörigkeit des Abgeordneten des Wahlbezirks bezogen auf die Reichsratswahl 1907 |
| Partei 1911:   | Parteizugehörigkeit des Abgeordneten des Wahlbezirks bezogen auf die Reichsratswahl 1911 IL=Italienisch Liberalnationale Partei, POS=Partito operaio socialista in Austria (Italienische Sozialdemokraten), SLP=Slowenisch Liberale Partei                                                                                |

| Nr. | Wahlbezirktyp  | Region                                                                                           | WB     | Partei 1907 | Partei 1911 |
| --- | -------------- | ------------------------------------------------------------------------------------------------ | ------ | ----------- | ----------- |
| 1   | Stadtwahlkreis | II. und VI. Gemeindebezirk Città Vecchia bzw. San Giacomo                                        | 8.264  | POS         | POS         |
| 2   | Stadtwahlkreis | III. und IV. Gemeindebezirk Città Nuova und Barriera Nuova sowie die Vororte Gretta und Scorcola | 11.899 | POS         | ILP         |
| 3   | Stadtwahlkreis | V. Gemeindebezirk Barriera Vecchia sowie der Vorort Chiadino                                     | 9.362  | ILP         | ILP         |
| 4   | Stadtwahlkreis | I. Gemeindebezirk San Vito und der Vorort Chiarbola                                              | 5.788  | POS         | POS         |
| 5   | Stadtwahlkreis | Vororte von Triest ohne die Vororte der Wahlbezirke 2 bis 4 sowie das Gebiet um Triest           | 45.246 | SLP         | SLP         |